# Pisodonophis sangjuensis
Pisodonophis sangjuensis is een straalvinnige vissensoort uit de familie van de slangalen (Ophichthidae). De wetenschappelijke naam van de soort is voor het eerst geldig gepubliceerd in 2011 door Ji & Kim.